# Yirleidis Minota
Yirleidis Quejada Minota (Carepa, 10 de noviembre de 2002) es una futbolista profesional colombiana que juega como defensora del CF Pachuca de la Liga MX Femenil y de la selección nacional de Colombia.

## Trayectoria
Nacida en Carepa, debutó en Formas Íntimas en 2019. Luego jugó para Independiente Medellín antes de mudarse a Perú para jugar para Alianza Lima en 2022. Jugó en el Atlético Nacional en 2023, quedando tercera en la Copa Libertadores Femenina 2023.
Firmó con el club mexicano CF Pachuca en enero de 2024. Con el equipo logró coronarse campeona en el torneo clausura 2025.

## Carrera internacional
Estuvo en la nómina de Colombia sub-20 en los Juegos Bolivarianos de 2022 (ganando el oro), la Copa Mundial Femenina Sub-20 de la FIFA 2022 y los Juegos Suramericanos de 2022 (ganando el bronce).
Fue convocada a la selección absoluta nacional para los Juegos Olímpicos de Verano de 2024 en Francia.

## Palmarés

### Campeonatos Nacionales
| Título          | Club    | País   | Año  |
| --------------- | ------- | ------ | ---- |
| Liga MX Femenil | Pachuca | México | 2025 |